# Udenrigsministre fra Danmark
Dette er en liste over ministre for Udenrigsministeriet siden oprettelsen af ministeriet i 1848.

## Udenrigsministre
| Udenrigsminister             | Parti                                      | Tiltrædelse | Afgang     | Regeringer                                                                         |
| ---------------------------- | ------------------------------------------ | ----------- | ---------- | ---------------------------------------------------------------------------------- |
| F.M. Knuth                   | Højre                                      | 22.03.1848  | 16.11.1848 | Ministeriet Moltke I                                                               |
| A.W. Moltke                  | (partiløs, helstatsmand)                   | 16.11.1848  | 06.08.1850 | Ministeriet Moltke II                                                              |
| H.C. Reedtz                  | Højre                                      | 06.08.1850  | 18.10.1851 | Ministeriet Moltke II, Ministeriet Moltke III                                      |
| C.A. Bluhme                  | Højre                                      | 18.10.1851  | 12.12.1854 | Ministeriet Moltke IV, Ministeriet Bluhme I, Ministeriet Ørsted                    |
| Wulff Scheel-Plessen         | (helstatsmand)                             | 12.12.1854  | 15.01.1855 | Ministeriet Bang                                                                   |
| L.N. Scheele                 |                                            | 15.01.1855  | 17.04.1857 | Ministeriet Bang, Ministeriet Andræ                                                |
| O.W. Michelsen               |                                            | 17.04.1857  | 10.07.1858 | Ministeriet Andræ, Ministeriet Hall I                                              |
| C.C. Hall                    | De Nationalliberale                        | 10.07.1858  | 02.12.1859 | Ministeriet Hall I                                                                 |
| Carl Frederik Blixen-Finecke | (partiløs, helstatsmand)                   | 02.12.1859  | 24.02.1860 | Ministeriet Rotwitt                                                                |
| C.C. Hall                    | De Nationalliberale                        | 24.02.1860  | 31.12.1863 | Ministeriet Hall II                                                                |
| D.G. Monrad                  | De Nationalliberale                        | 31.12.1863  | 08.01.1864 | Ministeriet Monrad                                                                 |
| George Quaade                | (helstatsmand)                             | 08.01.1864  | 11.07.1864 | Ministeriet Monrad                                                                 |
| C.A. Bluhme                  | Højre                                      | 11.07.1864  | 06.11.1865 | Ministeriet Bluhme II                                                              |
| C.E. Frijs                   | Nationale Godsejere                        | 06.11.1865  | 28.05.1870 | Ministeriet Frijs                                                                  |
| Otto Rosenørn-Lehn           | Nationale Godsejere                        | 28.05.1870  | 11.07.1875 | Ministeriet Holstein-Holsteinborg, Ministeriet Fonnesbech                          |
| Frederik Moltke              | Nationale Godsejere                        | 11.07.1875  | 01.10.1875 | Ministeriet Estrup                                                                 |
| Otto Rosenørn-Lehn           | Nationale Godsejere, Højre                 | 11.10.1875  | 21.05.1892 | Ministeriet Estrup                                                                 |
| Tage Reedtz-Thott            | Højre                                      | 03.06.1892  | 23.05.1897 | Ministeriet Estrup, Ministeriet Reedtz-Thott                                       |
| N.F. Ravn                    | Højre                                      | 23.05.1897  | 27.04.1900 | Ministeriet Hørring                                                                |
| Hannibal Sehested            | Højre                                      | 27.04.1900  | 24.07.1901 | Ministeriet Sehested                                                               |
| Johan Henrik Deuntzer        | Venstre                                    | 24.07.1901  | 14.01.1905 | Ministeriet Deuntzer                                                               |
| Frederik Raben-Levetzau      | Venstre                                    | 14.01.1905  | 12.10.1909 | Regeringen Christensen l & ll                                                      |
| William Ahlefeldt-Laurvig    | Venstre                                    | 12.10.1908  | 28.10.1909 | Ministeriet Neergaard I, Ministeriet Holstein-Ledreborg                            |
| Erik Scavenius               | Det Radikale Venstre                       | 28.10.1909  | 05.07.1910 | Ministeriet Zahle I                                                                |
| William Ahlefeldt-Laurvig    | Venstre                                    | 05.07.1910  | 21.06.1913 | Ministeriet Klaus Berntsen                                                         |
| Edvard Brandes               | Det Radikale Venstre                       | 21.06.1913  | 24.06.1913 | Ministeriet Zahle II                                                               |
| Erik Scavenius               | Det Radikale Venstre                       | 24.06.1913  | 30.03.1920 | Ministeriet Zahle II                                                               |
| Henri Konow                  |                                            | 30.03.1920  | 05.04.1920 | Ministeriet Otto Liebe                                                             |
| O.C. Scavenius               |                                            | 05.04.1920  | 05.05.1920 | Ministeriet M.P. Friis                                                             |
| Harald Scavenius             |                                            | 05.05.1920  | 09.10.1922 | Ministeriet Neergaard II                                                           |
| C.M.T. Cold                  |                                            | 09.10.1922  | 14.12.1924 | Ministeriet Neergaard III                                                          |
| Carl Moltke                  | Udenfor partierne                          | 23.04.1924  | 14.12.1926 | Ministeriet Thorvald Stauning I                                                    |
| Laust Moltesen               | Venstre                                    | 14.12.1926  | 30.04.1929 | Ministeriet Madsen-Mygdal                                                          |
| P. Munch                     | Det Radikale Venstre                       | 30.04.1929  | 08.07.1940 | Ministeriet Thorvald Stauning II                                                   |
| Erik Scavenius               | Udenfor partierne/Det Radikale Venstre     | 08.07.1940  | 05.05.1945 | Ministeriet Thorvald Stauning III, Regeringen Vilhelm Buhl I, Regeringen Scavenius |
| John Christmas Møller        | De Frie Danske/Det Konservative Folkeparti | 07.05.1945  | 07.11.1945 | Regeringen Vilhelm Buhl II                                                         |
| Gustav Rasmussen             | Udenfor partierne                          | 07.11.1945  | 30.10.1950 | Regeringen Knud Kristensen, Regeringen Hans Hedtoft I                              |
| Ole Bjørn Kraft              | Det Konservative Folkeparti                | 30.10.1950  | 30.09.1953 | Regeringen Erik Eriksen                                                            |
| H.C. Hansen                  | Socialdemokratiet                          | 30.10.1953  | 08.10.1958 | Regeringen Hans Hedtoft II, Regeringen H.C. Hansen I II,                           |
| Jens Otto Krag               | Socialdemokratiet                          | 08.10.1958  | 03.09.1962 | Regeringen H.C. Hansen II, Regeringen Viggo Kampmann I & II                        |
| Per Hækkerup                 | Socialdemokratiet                          | 03.09.1962  | 28.11.1966 | Regeringen Jens Otto Krag I & II                                                   |
| Jens Otto Krag               | Socialdemokratiet                          | 28.11.1966  | 01.10.1967 | Regeringen Jens Otto Krag II                                                       |
| Hans Tabor                   | Socialdemokratiet                          | 01.10.1967  | 02.02.1968 | Regeringen Jens Otto Krag II                                                       |
| Poul Hartling                | Venstre                                    | 02.02.1968  | 11.10.1971 | Regeringen Hilmar Baunsgaard                                                       |
| K.B. Andersen                | Socialdemokratiet                          | 11.10.1971  | 19.12.1973 | Regeringen Jens Otto Krag III & Regeringen Anker Jørgensen I                       |
| Ove Guldberg                 | Venstre                                    | 19.12.1973  | 13.02.1975 | Regeringen Poul Hartling                                                           |
| K.B. Andersen                | Socialdemokratiet                          | 13.02.1975  | 01.07.1978 | Regeringen Anker Jørgensen II                                                      |
| Anker Jørgensen              | Socialdemokratiet                          | 01.07.1978  | 30.08.1978 | Regeringen Anker Jørgensen II                                                      |
| Henning Christophersen       | Venstre                                    | 30.08.1978  | 26.10.1979 | Regeringen Anker Jørgensen III                                                     |
| Kjeld Olesen                 | Socialdemokratiet                          | 26.10.1979  | 10.09.1982 | Regeringen Anker Jørgensen IV & V                                                  |
| Uffe Ellemann-Jensen         | Venstre                                    | 10.09.1982  | 25.01.1993 | Regeringen Poul Schlüter I, II, III & IV                                           |
| Niels Helveg Petersen        | Det Radikale Venstre                       | 25.01.1993  | 21.12.2000 | Regeringen Poul Nyrup Rasmussen I, II, III & IV                                    |
| Mogens Lykketoft             | Socialdemokratiet                          | 21.12.2000  | 27.11.2001 | Regeringen Poul Nyrup Rasmussen IV                                                 |
| Per Stig Møller              | Det Konservative Folkeparti                | 27.11.2001  | 23.01.2010 | Regeringen Anders Fogh Rasmussen I, II & III, Regeringen Lars Løkke Rasmussen I    |
| Lene Espersen                | Det Konservative Folkeparti                | 23.01.2010  | 03.10.2011 | Regeringen Lars Løkke Rasmussen I                                                  |
| Villy Søvndal                | Socialistisk Folkeparti                    | 03.10.2011  | 12.12.2013 | Regeringen Helle Thorning-Schmidt I                                                |
| Holger K. Nielsen            | Socialistisk Folkeparti                    | 12.12.2013  | 03.02.2014 | Regeringen Helle Thorning-Schmidt I                                                |
| Martin Lidegaard             | Radikale Venstre                           | 03.02.2014  | 28.06.2015 | Regeringen Helle Thorning-Schmidt II                                               |
| Kristian Jensen              | Venstre                                    | 28.06.2015  | 28.11.2016 | Regeringen Lars Løkke Rasmussen II                                                 |
| Anders Samuelsen             | Liberal Alliance                           | 28.11.2016  | 27.06.2019 | Regeringen Lars Løkke Rasmussen III                                                |
| Jeppe Kofod                  | Socialdemokratiet                          | 27.06.2019  | 15.12.2022 | Regeringen Mette Frederiksen                                                       |
| Lars Løkke Rasmussen         | Moderaterne                                | 15.12.2022  |            | Regeringen Mette Frederiksen II                                                    |

## Fodnoter
1. ↑  Regeringen indgav 29. august 1943 sin afskedsbegæring til kongen og ophørte samtidig med at fungere. 30. august 1943 – 5. maj 1945 var der derfor departementschefstyre, hvor ministeriernes departementschefer administrerede deres respektive sagsområder.